# Walter Siemund

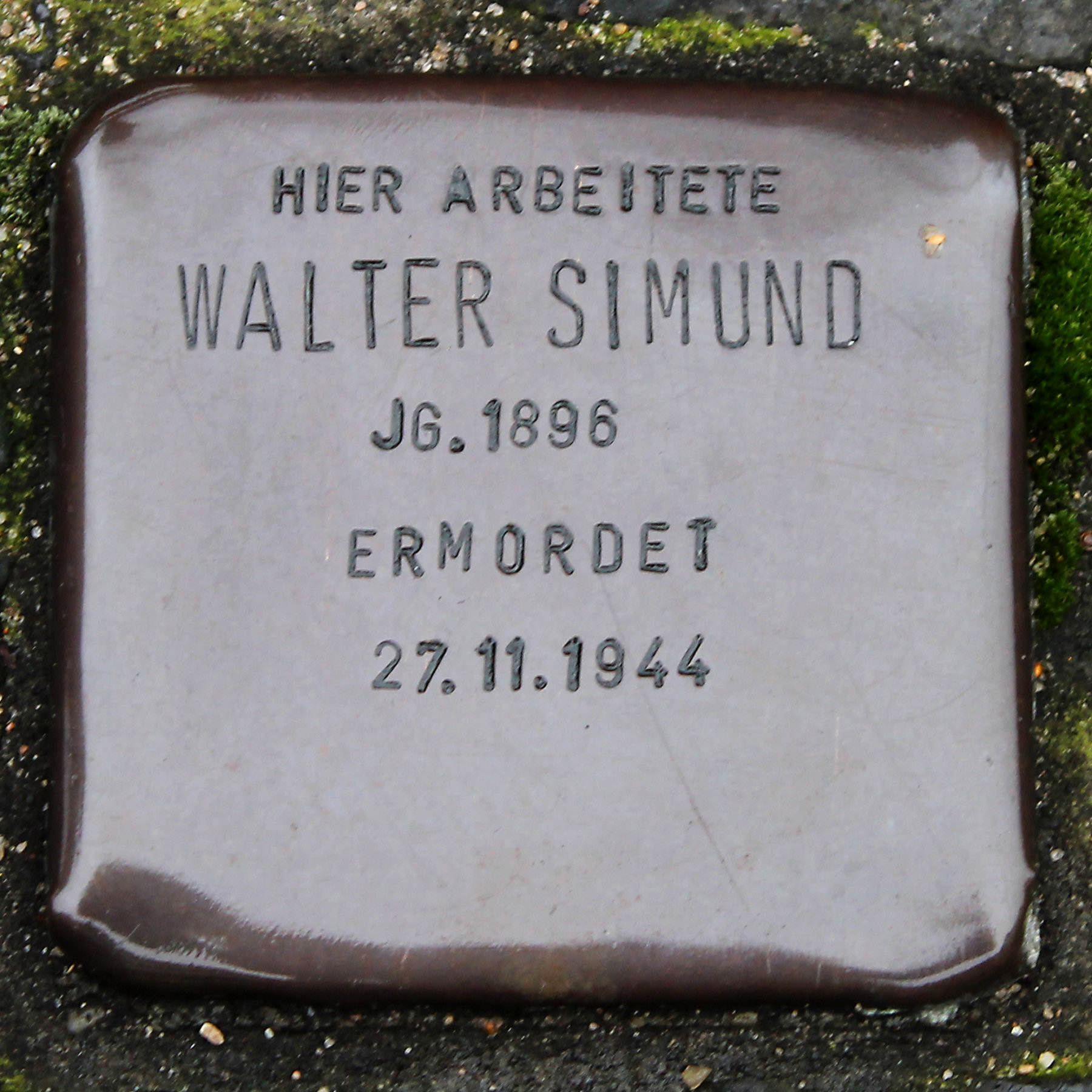
Stolperstein für Walter Siegmund auf dem Betriebsgelände des Gasturbinenwerks (früher AEG, heute Siemens)

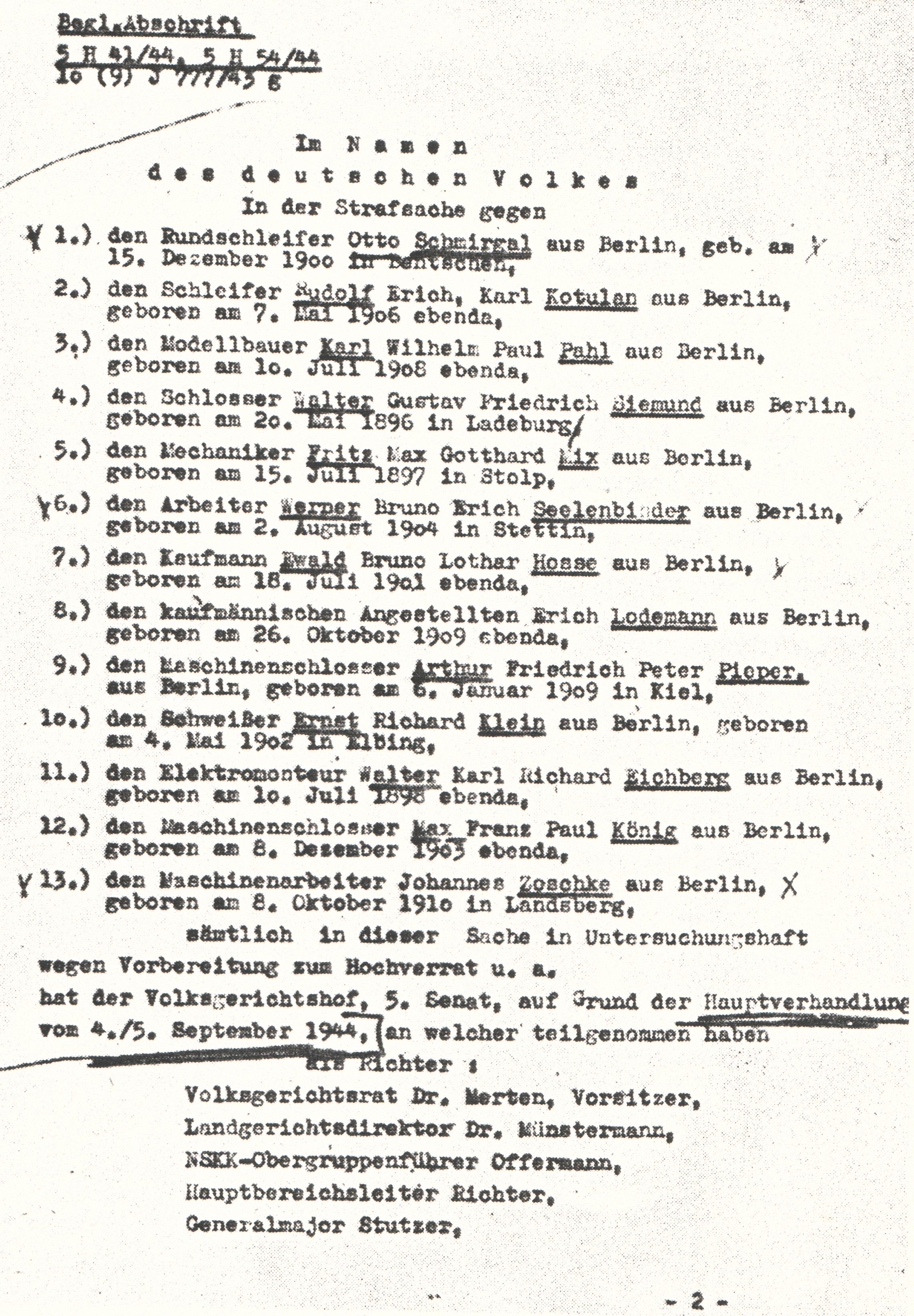
Todesurteil des Volksgerichtshofs gegen Walter Siemund

Walter Siemund (* 20. Mai 1896 in Ladeburg bei Bernau; † 27. November 1944 im Zuchthaus Brandenburg) war ein deutscher Schlosser. Er wurde 1944 als Widerstandskämpfer wegen antinazistischer Betätigung hingerichtet.

## Leben und Tätigkeit
Siemund erlernte das Schlosserhandwerk. Seit 1919 gehörte er der KPD an, in der er Aufgaben als Politischer Leiter in Pankow übernahm.
Während des Zweiten Weltkriegs engagierte Siemund sich als Mitglied der Uhrig-Gruppe im Widerstand gegen den Nationalsozialismus. Unter anderem war er am Aufbau einer illegalen Betriebsgruppe im AEG-Turbinenwerk in Wedding beteiligt.
Am 26. März 1942 wurde Siemund verhaftet und im April 1942 mit 17 anderen Mitgliedern der Uhrig-Gruppe in das Arbeitserziehungslager Wuhlheide eingewiesen. Im September 1944 wurde er vom Volksgerichtshof zum Tode verurteilt und im Zuchthaus Brandenburg hingerichtet.

## Gedenken
Am 12. September 1979 wurde die 15. Oberschule in Blankenburg (heute Grundschule unter den Bäumen)  nach Walter Siemund benannt. Die feierliche Umbenennung fand in Anwesenheit seiner Witwe Gertrud Siemund statt.
Bereits vorher war der im Mai 1972 eröffnete Jugendklub „Die Box“ in Berlin-Friedrichshain  in Jugendklub „Walter Siemund“ umbenannt worden.
Seit 1982 erinnerte eine Gedenktafel an seinem letzten Wohnhaus in der Anlage Blankenburg V (Elstersteg bzw. Elsterweg  34/29; heute Schwirrammerweg) an ihn. Im Jahr 2000 war diese nicht mehr vorhanden.